# Waldenburg (Württemberg)
Waldenburg település Németországban, azon belül Baden-Württembergben. Lakosainak száma 3040 fő (2023. december 31.).

## Népesség
A település népessége az elmúlt években az alábbi módon változott:
| Lakosok száma | 1931 | 2163 | 2257 | 2365 | 2506 | 3082 | 3130 | 3083 | 2912 | 3040 |
|               | 1961 | 1967 | 1974 | 1980 | 1986 | 1993 | 1999 | 2005 | 2012 | 2023 |